# Mukhammadkodir Rasulov
Mukhammadkodir Rasulov (2001) è un lottatore uzbeko, specializzato nella lotta greco romana.

## Palmarès
- Campionati asiatici

Ulaanbaatar 2022: bronzo negli 82 kg.